# اختصار (لغة)

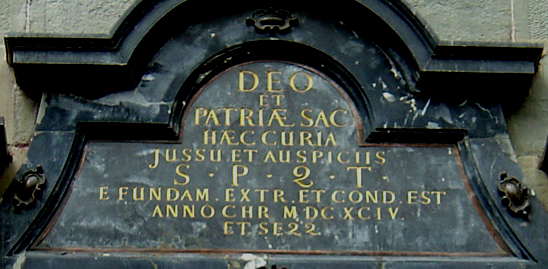

الاختصار هو عند بعض أهل العربية مرادف للإيجاز. وقيل أخص منه لأنه خاص بحذف الجمل بخلاف الإيجاز.

## تعريف
وفي تعريف الاختصار في اصطلاح اللغة هو تقليل المباني مع إيفاء المعاني. وهو مصدر اختصر الكلام إذا أوجزه بحذف شيء منه، أما الإيجاز بلا حذف فيقال له الاقتصار. واختصر في الشيء إذ حذف الفضول من والزائد. واختصر السجدة أن قرأ سورتها وترك آيتها كي لا يسجد أو أفرد آيتها فقرأ بها ليسجد فيها، وهو منهي عنه.

## الإيجاز
قيل الإيجاز عند بعضهم ما يكون بالنسبة إلى المتعارف والاختصار عنده ما يكون بالنسبة إلى مقتضى المقام. وقيل الإيجاز بيان المعنى المقصود بأقلّ ممّا يمكن من اللفظ من غير حذف.

## الاقتصار
والاختصار عبارة عن الحذف مع قرينة تدلّ على خصوص المحذوف. والاقتصار عبارة عن حذف لا يكون كذلك. وقد يستعمل الاختصار مرادفا للإيجاز.
وقد يراد بالاختصار الحذف بدليل وبالاقتصار الحذف بغير دليل كما سبق في لفظ الحذف. فعلى هذا يكون الاختصار أعمّ لأنه يشتمل الحذف لقرينة لا تدلّ على خصوص المحذوف أيضا.
وقيل الاقتصار ترك بعض الشيء نسيا منسيّا كأنه لم يكن كترك الفاعل في المجهول. وبعبارة أخرى الحذف عن اللفظ والنيّة جميعا. وبعبارة أخرى الحذف مع كون المحذوف غير مراد. وعلى هذا قيل لا يجوز الاقتصار على أحد مفعولي باب علمت إذ حذف أحد مفعوليه عن اللفظ لا عن المعنى جائز كما في قوله تعالى: وَلا تَحْسَبَنَّ الَّذِينَ قُتِلُوا فِي سَبِيلِ اللَّهِ أَمْواتاً أي لا تحسبنّ الذين قتلوا أنفسهم أمواتا. والاختصار ترك بعض الشيء صورة لا حقيقة. ويعبّر عنه أيضا بالحذف عن اللفظ دون النيّة، وبالحذف مع كون المحذوف مرادا.
وفي شرح هداية النحو في الخطبة قيل الاختصار قلة اللفظ والمعنى. وقيل هو مختصّ بالألفاظ. وقيل هو الحذف لدليل. وقيل الحذف عن اللفظ دون النيّة. وقيل قلة الألفاظ وكثرة المعاني، والاقتصار عكسه في الكل اهـ. وفي الحاشية المنقولة عنه قوله في الكلّ أي في جميع الوجوه المذكورة في الاختصار. أمّا عكس الأول فلأنّ الاقتصار قلة اللفظ وكثرة المعنى. وأمّا الثاني فلأنّ الاقتصار غير مختصّ بالألفاظ. وأمّا الثالث فلأنّ الاقتصار الحذف بدون الدليل. وأمّا الرابع فلأنّ الاقتصار الحذف عن اللفظ والنية جميعا. وأمّا عكس الخامس فلأنّ الاقتصار كثرة الألفاظ وقلة المعاني اهـ

## أمثلة

### بالعربية
رقم 3 يعني حرف العين

### باللغات الأخرى
وحتى يتضح هذا المفهوم أكثر، يجب أن نمثل لذلك قدر المستطاع؛ فيمكن أن نختصر بعض الكلمات إلى بعض الحروف الأساسية التي تضمنتها الكلمة ؛ فلو أخذنا على سبيل المثال كلمة (Abbreviation) وتعني اختصار وهي موضوعنا يمكن أن تختصر إلى (abbr.) أو (February) وهو شهر فبراير يمكن أن تختصر تلكم الكلمة إلى (Feb.)، أو كمثال على دول (Kingdom of Saudi Arabia) يمكن اختصارها إلى (KSA) وتعني المملكة العربية السعودية. أو (NY) اختصاراً لـ |ولاية نيويورك.
هناك اختصارات شائعة أصبحت متداولة وكأنها كلمات بذاتها مثل (Mrs.) وتعني السيدة، (Prof.) وتعني أستاذ اكاديمي، (cm) وتعني سنتيمتر، مع أن هذه الكلمات المستخدمة في النماذج التي تصادفك في العمل أو في المستشفى أو في الدوائر الحكومية، أو المدرسة، أو غيرها من المؤسسات، ليست إلا مجرد اختصارات تساعدك وتقلل المساحات المستخدمة في هذه النماذج وهي بذلك تختصر الوقت والجهد. فقلما تجد نموذجاً عصرياً لا تستخدم فيها الاختصارات الشائعة.

## فائدة
- اختصار الكلمات.
- اختصار العبارات أو الجمل.
- الحفاظ على الوقت.
- تقليل المساحات المستخدمة في النماذج.